# 長野市役所
長野市役所（ながのしやくしょ）は、日本の地方公共団体である長野市の執行機関としての事務を行う施設（役所）である。

## 業務時間
- 午前8時30分から午後5時15分まで
- 休日：土曜日、日曜日、祝日、年末年始
- 毎月第3日曜日：午前8時30分 - 午後5時15分（祝日の場合も開庁）
  - 市民窓口課、戸籍・住民記録課、国民健康保険課（第一庁舎2階）
  - 支所・連絡所では日曜開庁は行っていない。

## 庁舎
昭和通りに面して第一庁舎があり、その南側のしなの鉄道北しなの線・北陸新幹線沿いに第二庁舎が立地する。両庁舎の間には市道が走っているが、2階にある連絡通路で双方が接続されている。
また、第一庁舎と長野市芸術館は合築となっており、1～3階の連絡通路で行き来できる。
| 階  | 第一庁舎 |      | 第二庁舎 |
| --- | --- | ---- | --- |
| 10F | （なし） |      | 総務部（庶務課、職員課、職員研修所、行政管理課、公共施設マネジメント推進室、第一庁舎・長野市芸術館建設事務局）、市民生活部（人権・男女共同参画課）、公平委員会事務局                                           |
| 9F  | （なし） |      | 上下水道局（上下水道事業管理者室、総務課、営業課、水道整備課、下水道整備課）、会議室291 |
| 8F  | 市議会（議場、議会傍聴席）、食堂「ししとう」 |      | 農林部（農業政策課、新たな農業企画室、森林整備課、いのしか対策課）、選挙管理委員会事務局、監理委員事務局、農業管理委員会事務局、会議室281・282                                                                 |
| 7F  | 市議会（議長室、副議長室、議員控室、総務課、議事調査課、第1-4委員会室） |      | 農林部（農業土木課）、土地改良区、建設部（住宅課、建築指導課、建築防災対策室）、会議室271 |
| 6F  | 財政部（財政課）、企画政策部（企画課、人口減少対策課、広報広聴課、交通政策課）、総務部（情報政策課）、記者室、会議室161・162                                                                      |      | 建設部（監理課、道路課、河川課、維持課）、会議室261 |
| 5F  | 市長室、企画政策部（秘書課）、総務部（危機管理防災課）、庁議室、災害対策本部室、会議室151 |      | 都市整備部（都市計画課、市街地整備課、公園緑地課、まちづくり推進課、中心市街地活性化対策室、歴史的まちなみ整備室）、財政部（管財課）、長野市土地開発公社、長野市体育協会                                       |
| 4F  | 教育委員会（教育長室、教育委員会室、総務課、学校教育課、保健給食課、生涯学習課、文化財課）、財政部（契約課）、保健福祉部（医療事業課）、市民生活部（地域活動支援課）、会計局（検査課）、会議室141 |      | 有線共設協会、会議室241 |
| 3F  | 財政部（市民税課、資産税課、収納課、特別滞納整理室）、総務部（情報管理室）、行政資料コーナー、会計局（会計課、公会計室）                                                                          |      | 環境部（環境政策課、地球温暖化対策室、廃棄物対策課、生活環境課、広域連合ごみ処理施設等建設準備室）、商工観光部（産業政策課、雇用促進室、観光振興課、観光戦略室）、文化スポーツ振興部（文化芸術課、スポーツ課） |
| 2F  | 市民生活部（市民窓口課、戸籍・住民記録課）、保健福祉部（国民健康保険課、国民年金室）、授乳室、八十二銀行長野市役所支店                                                                            | 通路 | こども未来部（こども政策課、子育て支援課、こども相談室、保育・幼稚園課）、保健福祉部（福祉政策課、福祉監査室、生活支援課）、授乳室                                                                             |
| 1F  | 市民交流スペース、喫茶「CHOUCHOU」、セブン-イレブン、情報ライブラリー、チケットセンター、展示サロン、夜間休日受付                                                                                 |      | 保健福祉部（高齢者福祉課、介護保険課、地域包括支援センター、障害福祉課） |
| BF  | 長野市芸術館事務室、サンクンガーデン |      | 中央調整室、医務室、書庫 |

## アクセス
- JR東日本・しなの鉄道北しなの線・長野電鉄「長野駅」から
  - 徒歩約11分
  - アルピコ交通32・33・34・45・48系統、アルピコ交通・長電バス46系統に乗車、「市役所前」下車すぐ
- 長野電鉄市役所前駅から徒歩5分

### 駐車場
いずれの駐車場も有料（自動精算）であるが、市役所・長野市芸術館等の利用者は2時間まで無料となる。
- 緑町立体駐車場（第一庁舎北側） - 343台
- 第一駐車場（ふれあい福祉センター） - 25台
- 第二駐車場（第二庁舎南側） - 174台
- 第三駐車場（七瀬踏切南側） - 122台

## 沿革

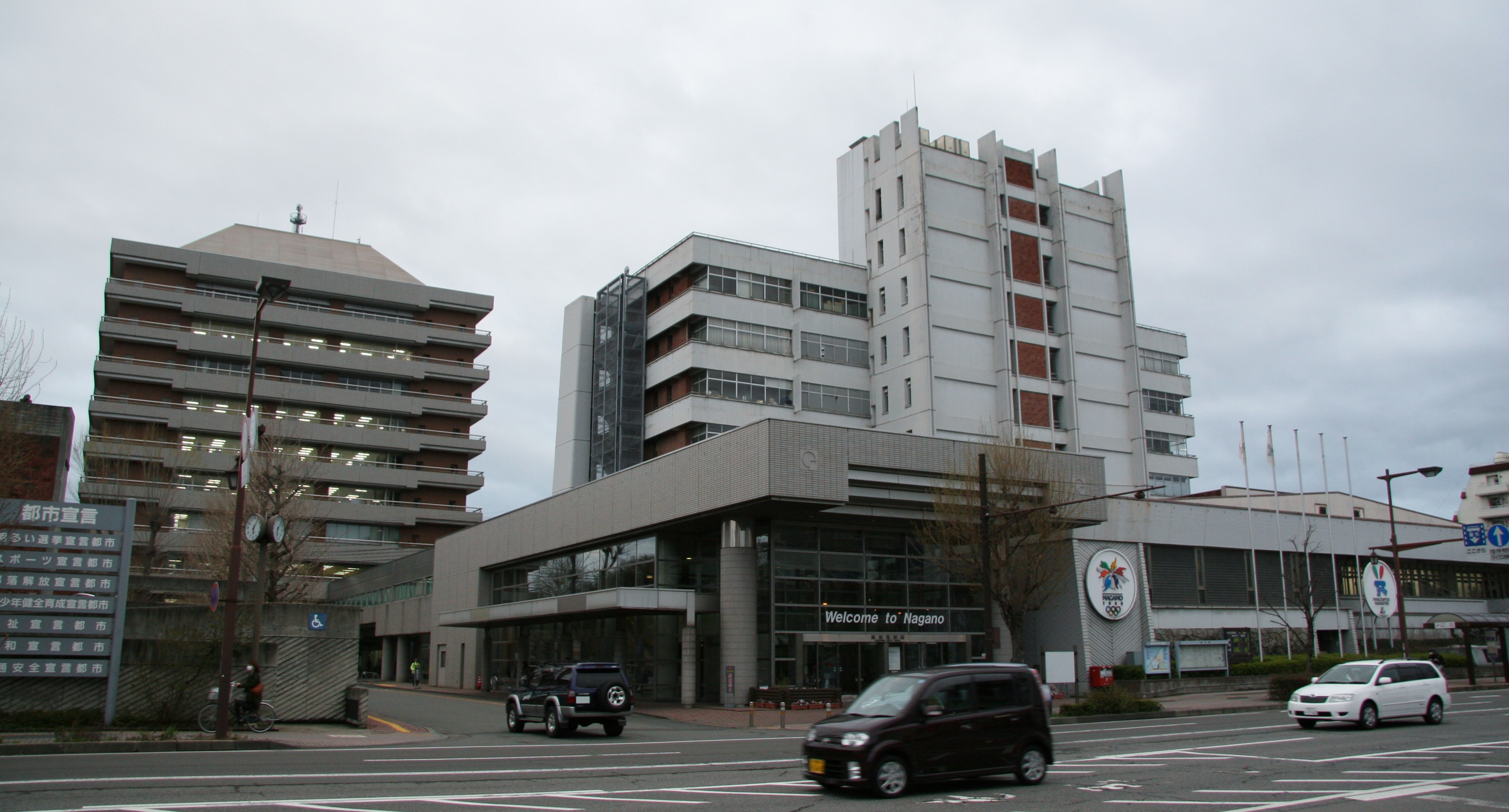
旧第一庁舎（右）と第二庁舎（左）。現在は旧第一庁舎の左に新第一庁舎・長野市芸術館が完成している

- 1897年（明治30年）4月1日 - 長野市発足時は、東之門町にあった旧長野町役場（現在の長野市立城山小学校）をそのまま市役所として使用した
- 1898年（明治31年）11月13日 - 若松町に、長野市役所庁舎が落成。洋風建築木造2階建て[1]。11月21日業務開始
- 1935年（昭和10年）5月 - 市庁舎に隣接していた長野警察署（当時）が若松町から西鶴賀町に移転したのに伴い、旧警察署庁舎を市庁舎事務室とする
- 1949年（昭和24年）9月10日 - 市庁舎の増改築着工。翌年6月8日落成
- 1965年（昭和40年）10月18日 - 緑町の長野市民会館隣接地に、長野市役所本庁舎が落成。十代田三郎設計の地下2階、地上8階（一部11階）建て[1]。若松町の旧庁舎から移転し、10月25日業務開始。旧庁舎は長野市青少年の家となる（1984年まで使用）[1]。
- 1987年（昭和62年）8月22日 - 第二庁舎が竣工
- 1995年（平成7年）9月1日 - 本庁舎を第一庁舎に名称変更
- 2015年（平成27年）12月4日 - 長野市民会館跡地に、新第一庁舎・長野市芸術館が竣工。第一庁舎は翌年1月4日業務開始、長野市芸術館は同年5月8日開館

## 支所・連絡所

### 支所管轄地区
旧市町村別に支所が設置されている。長野地域は地区別、その他地域は地域別に設置されている。各支所は地域・市民生活部が所管している。
長野地域
- 芹田支所 - 長野市若里3-22-2（若里市民文化ホール内）
- 古牧支所 - 長野市西和田1-12-1
- 三輪支所 - 長野市三輪4-15-4
- 吉田支所 - 長野市吉田3-22-41 ノルテながの2階
- 古里支所 - 長野市大字金箱635-16
- 柳原支所 - 長野市大字柳原2100-2
- 浅川支所 - 長野市浅川東条328-1
- 大豆島支所 - 長野市大字大豆島1054-1
- 朝陽支所 - 長野市大字北尾張部226-9
- 若槻支所 - 長野市大字若槻東条505-1
- 長沼支所 - 長野市大字穂保941
- 安茂里支所 - 長野市大字安茂里1777-1
- 小田切支所 - 長野市大字山田中2545
- 芋井支所 - 長野市大字桜824-3

その他の地域
- 篠ノ井支所 - 長野市篠ノ井御幣川281-1
  - 篠ノ井支所信里連絡所 - 長野市篠ノ井有旅1192-1
- 松代支所 - 長野市松代町松代1360
- 若穂支所 - 長野市若穂綿内7827
- 川中島支所 - 長野市川中島町今井1756-1
- 更北支所 - 長野市青木島町大塚881-1
- 七二会支所 - 長野市七二会丁2373
- 信更支所 - 長野市信更町氷ノ田3180-1
- 豊野支所 - 長野市豊野町豊野631
- 戸隠支所 - 長野市戸隠豊岡1554
  - 戸隠支所柵連絡所 - 長野市戸隠栃原4789
- 鬼無里支所 - 長野市鬼無里日影2750-1
- 大岡支所 - 長野市大岡乙287
- 信州新町支所 - 長野市信州新町新町1000-1
- 中条支所 - 長野市中条2549-2

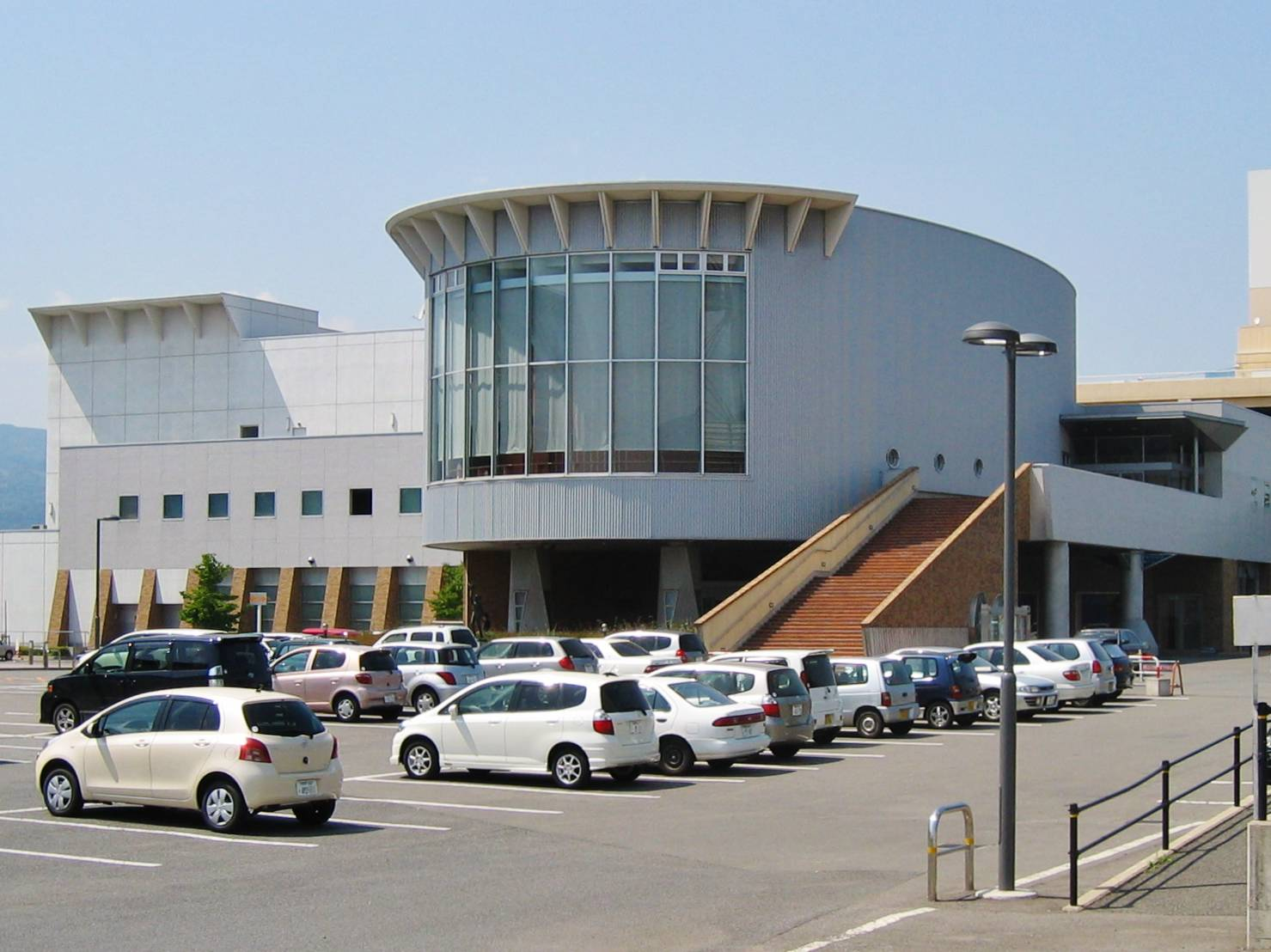
芹田支所
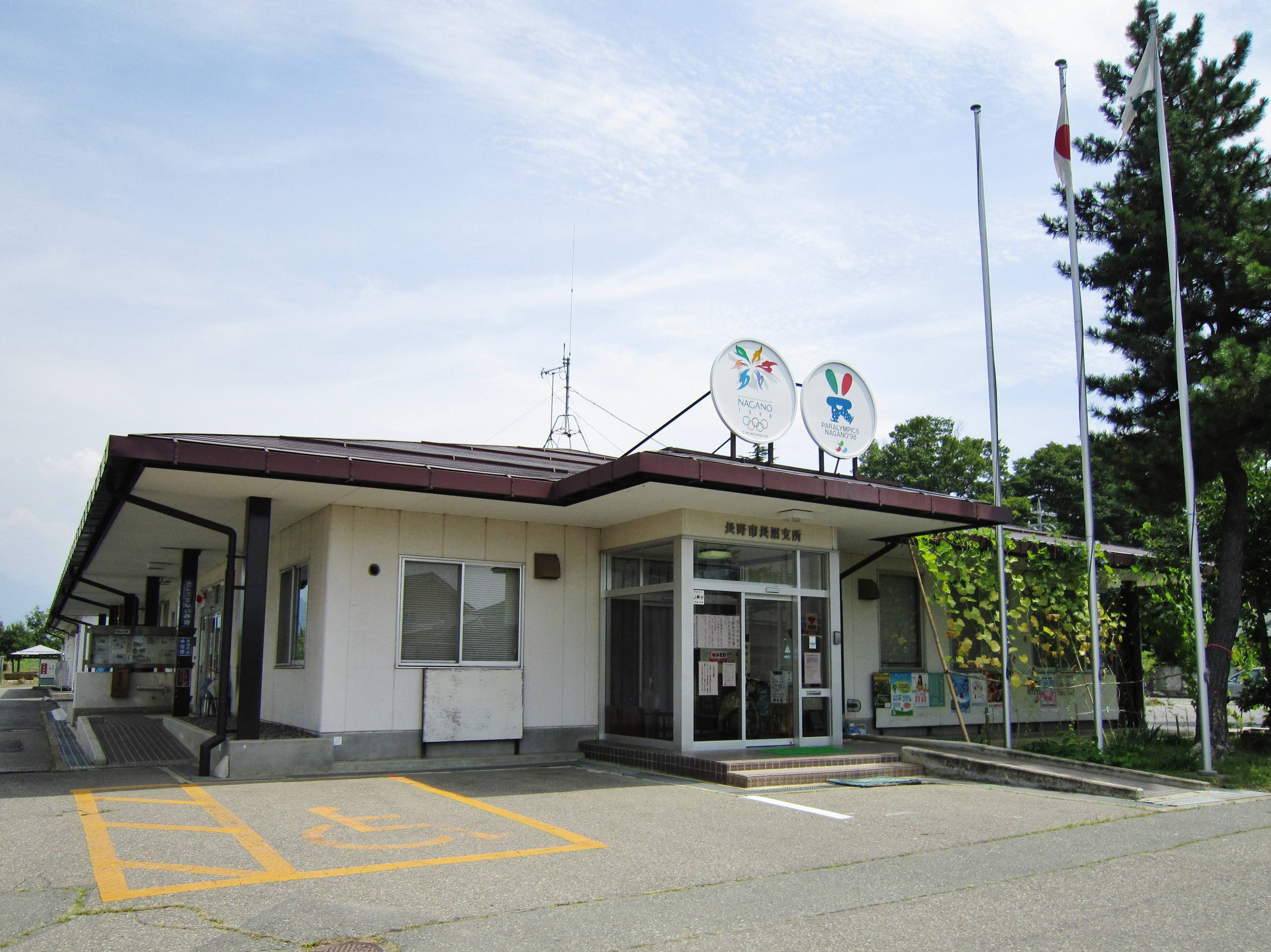
長沼支所
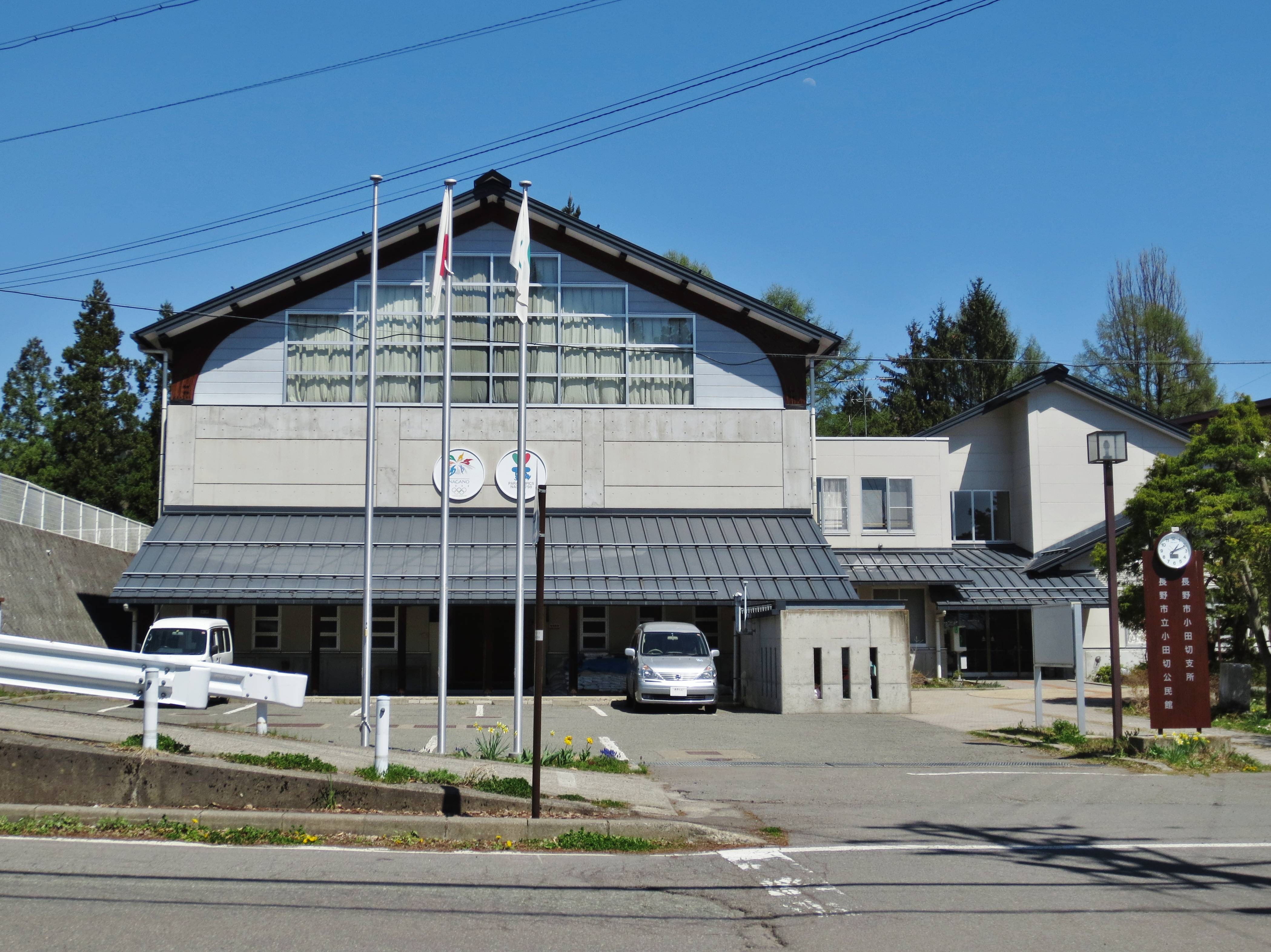
小田切支所
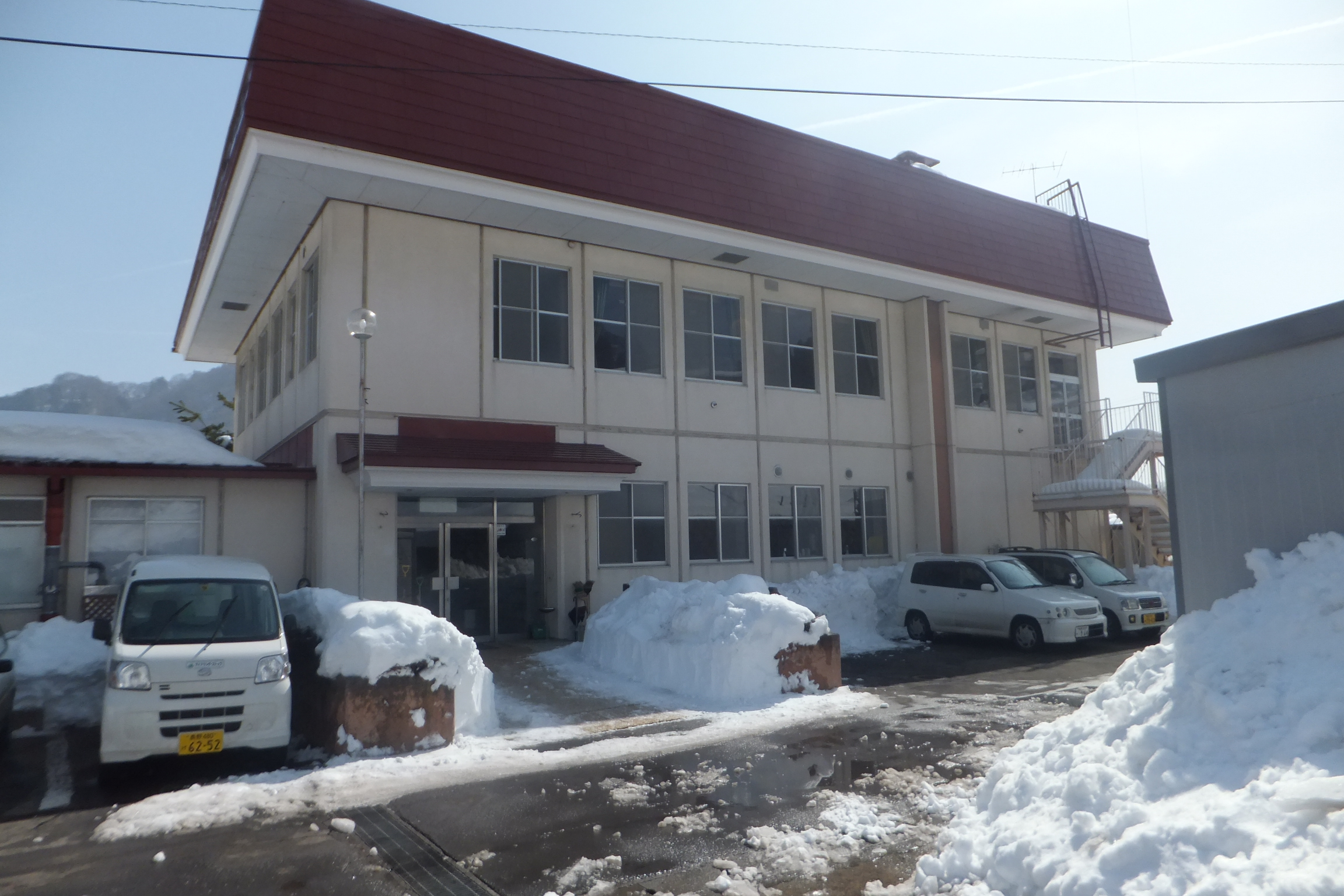
芋井支所
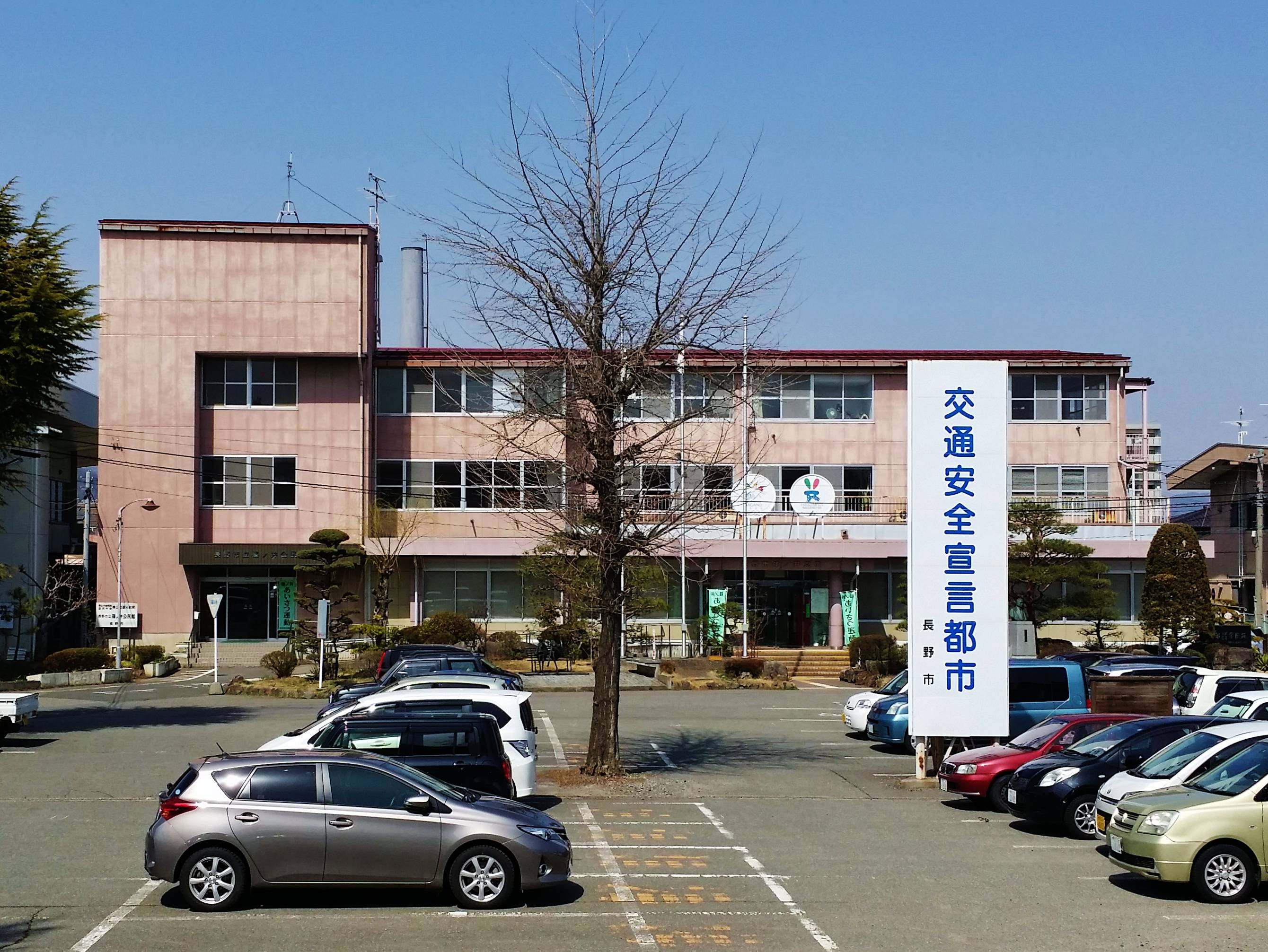
篠ノ井支所
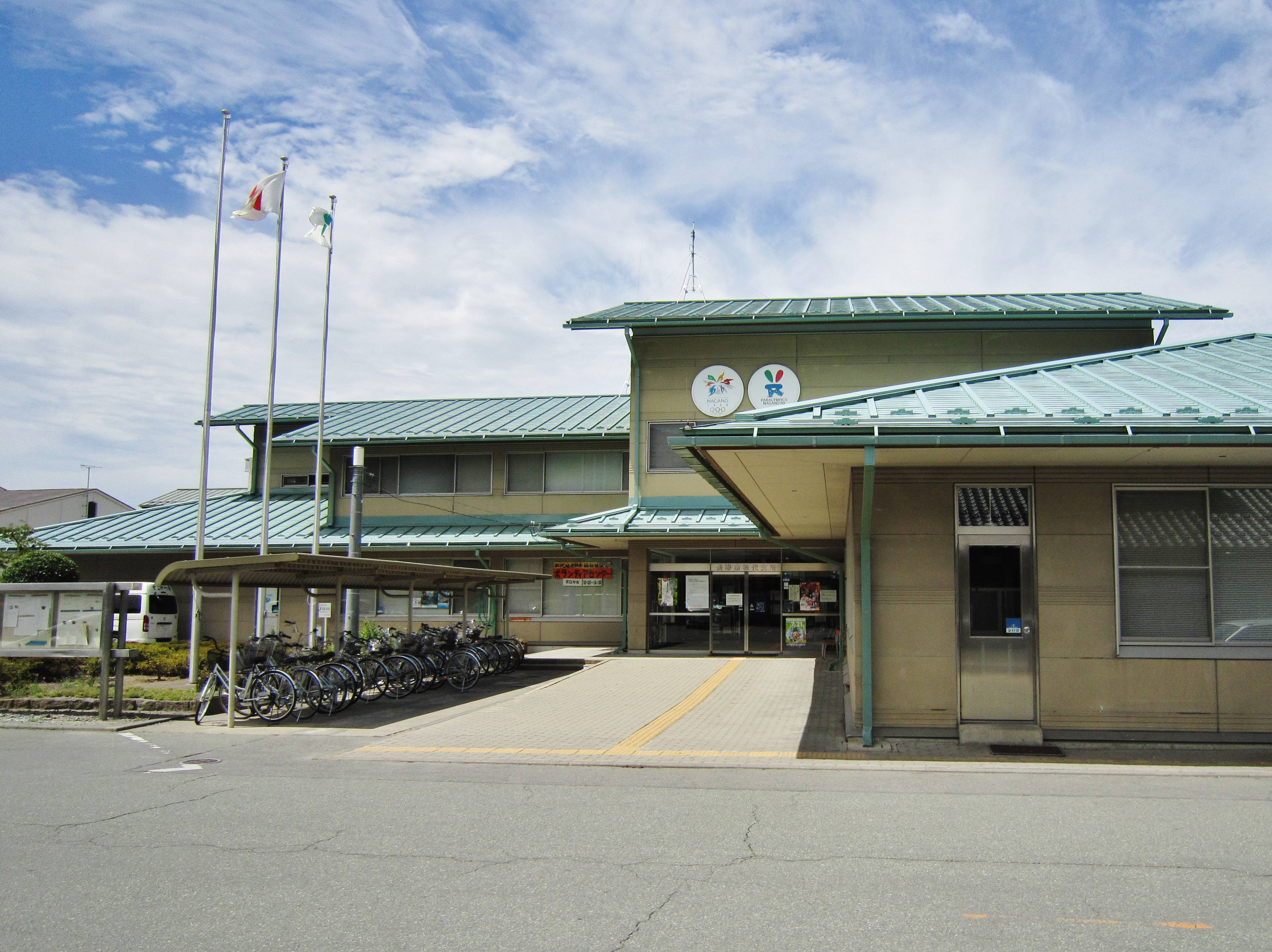
松代支所
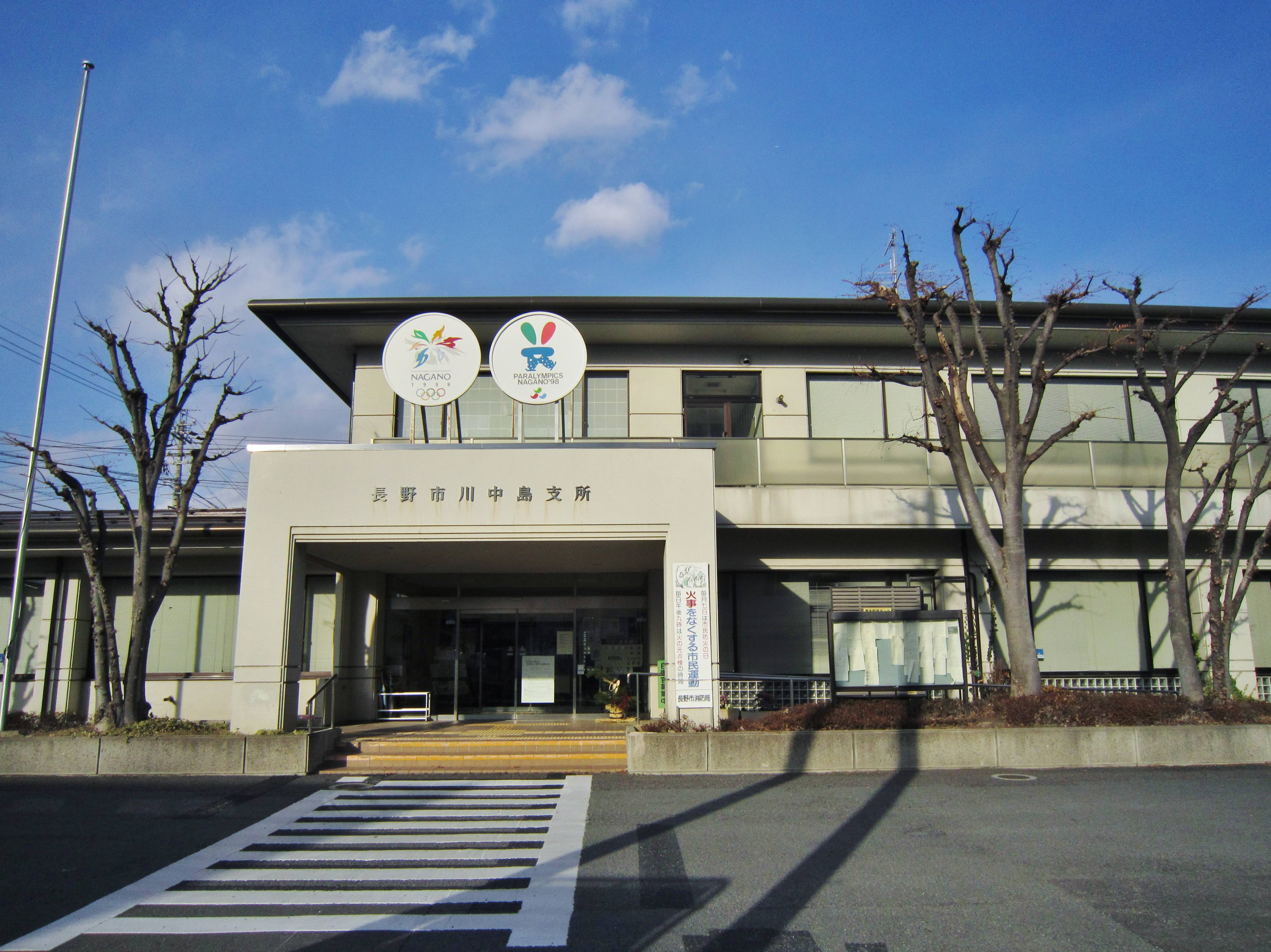
川中島支所
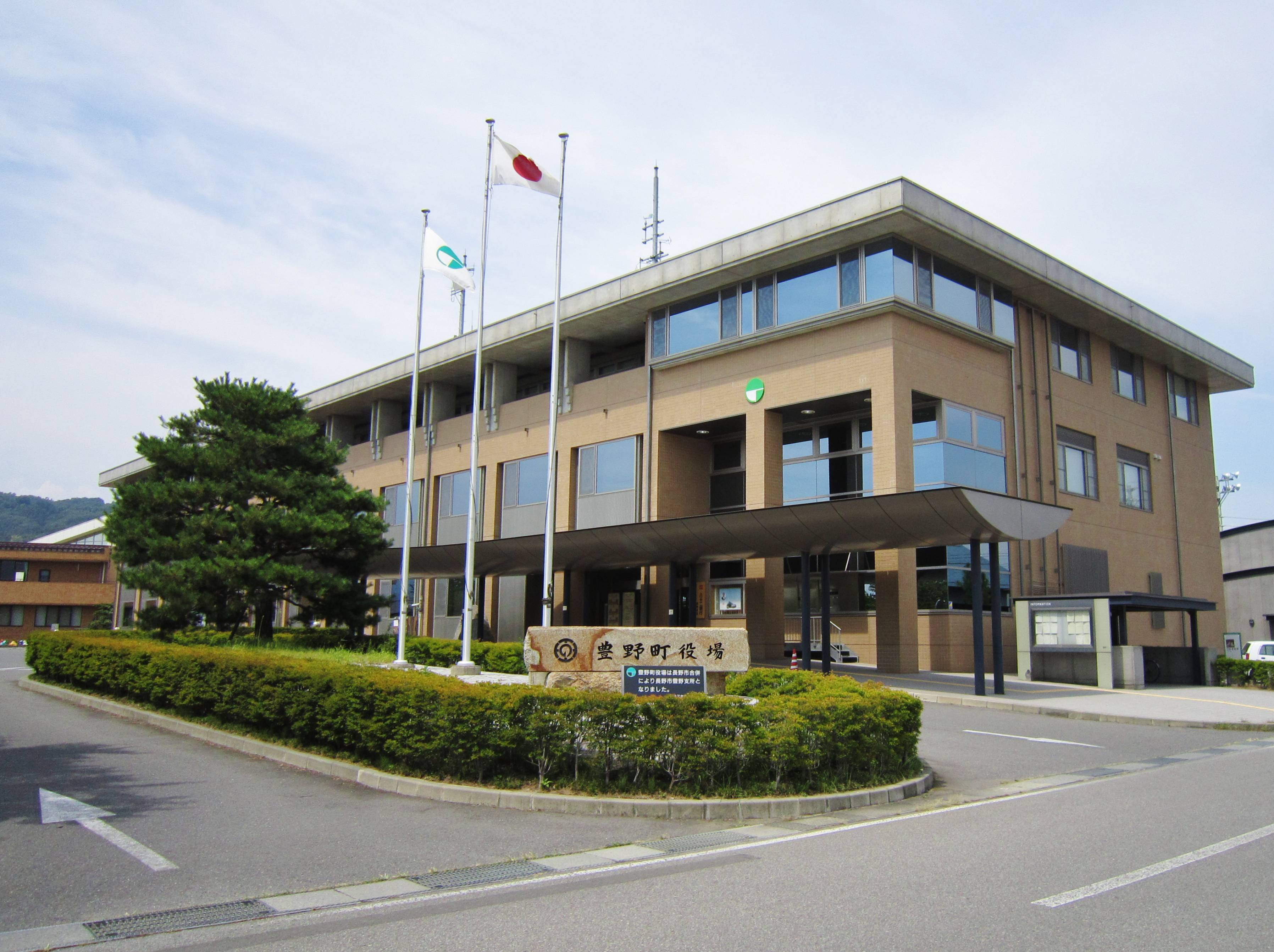
豊野支所
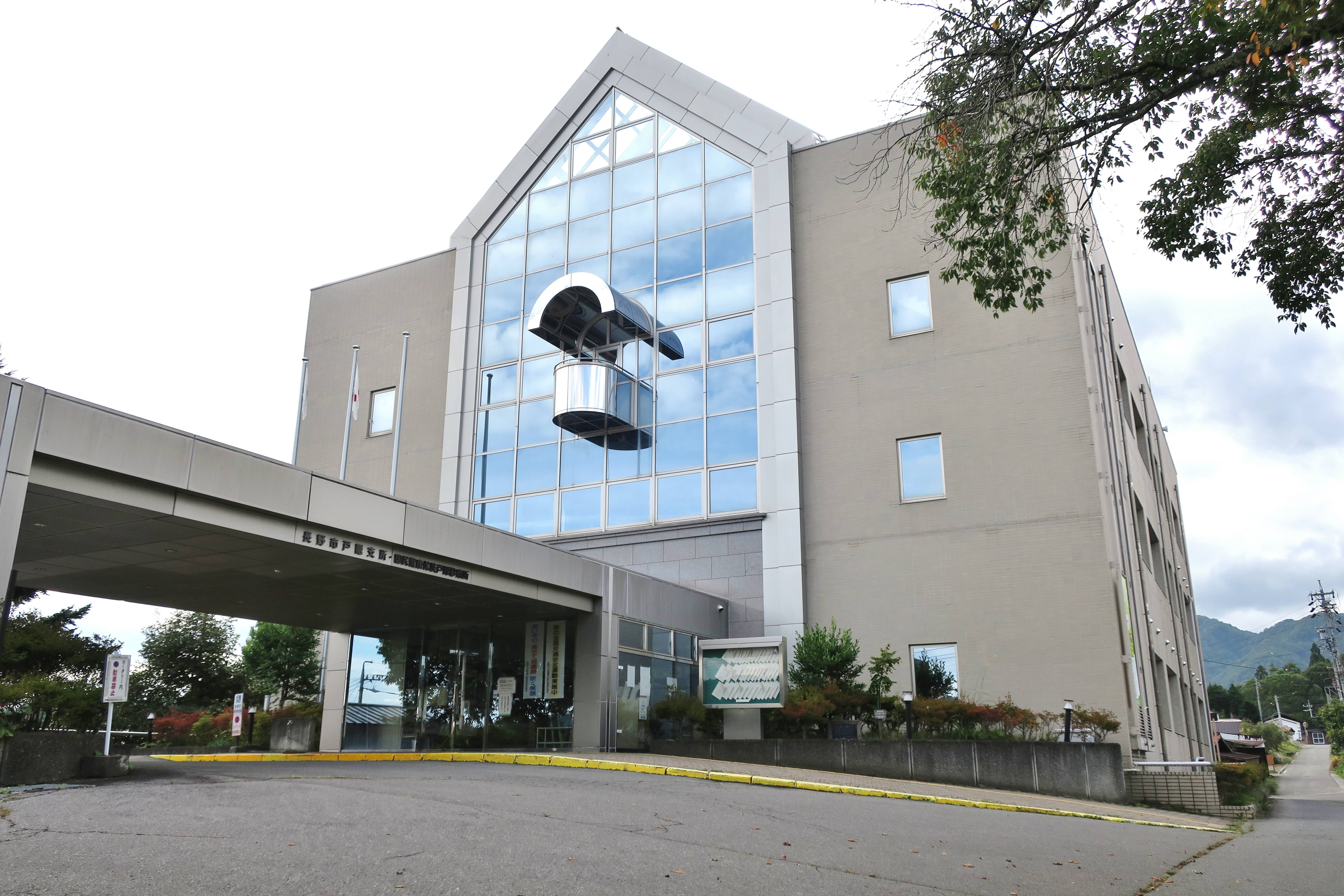
戸隠支所
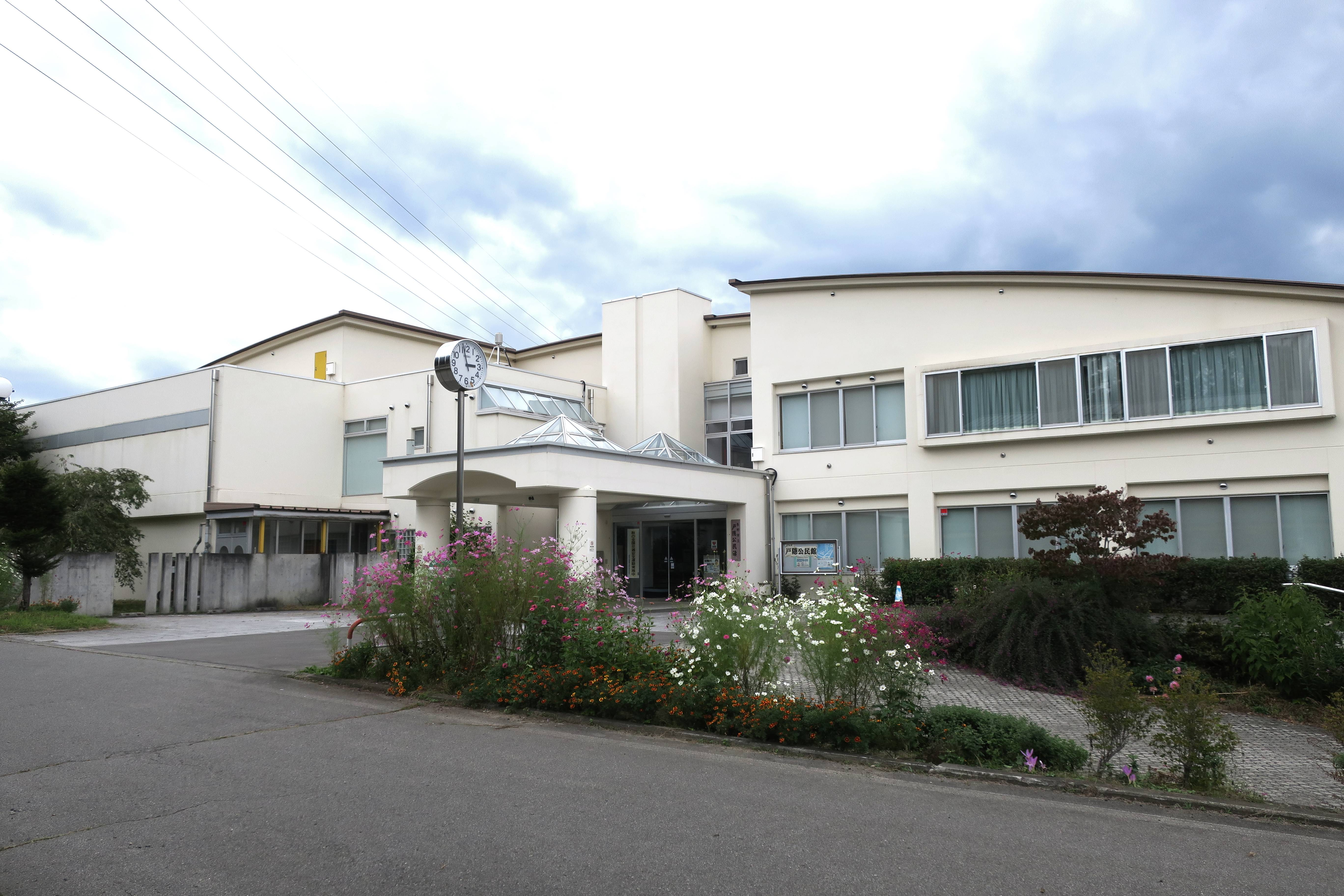
戸隠支所柵連絡所
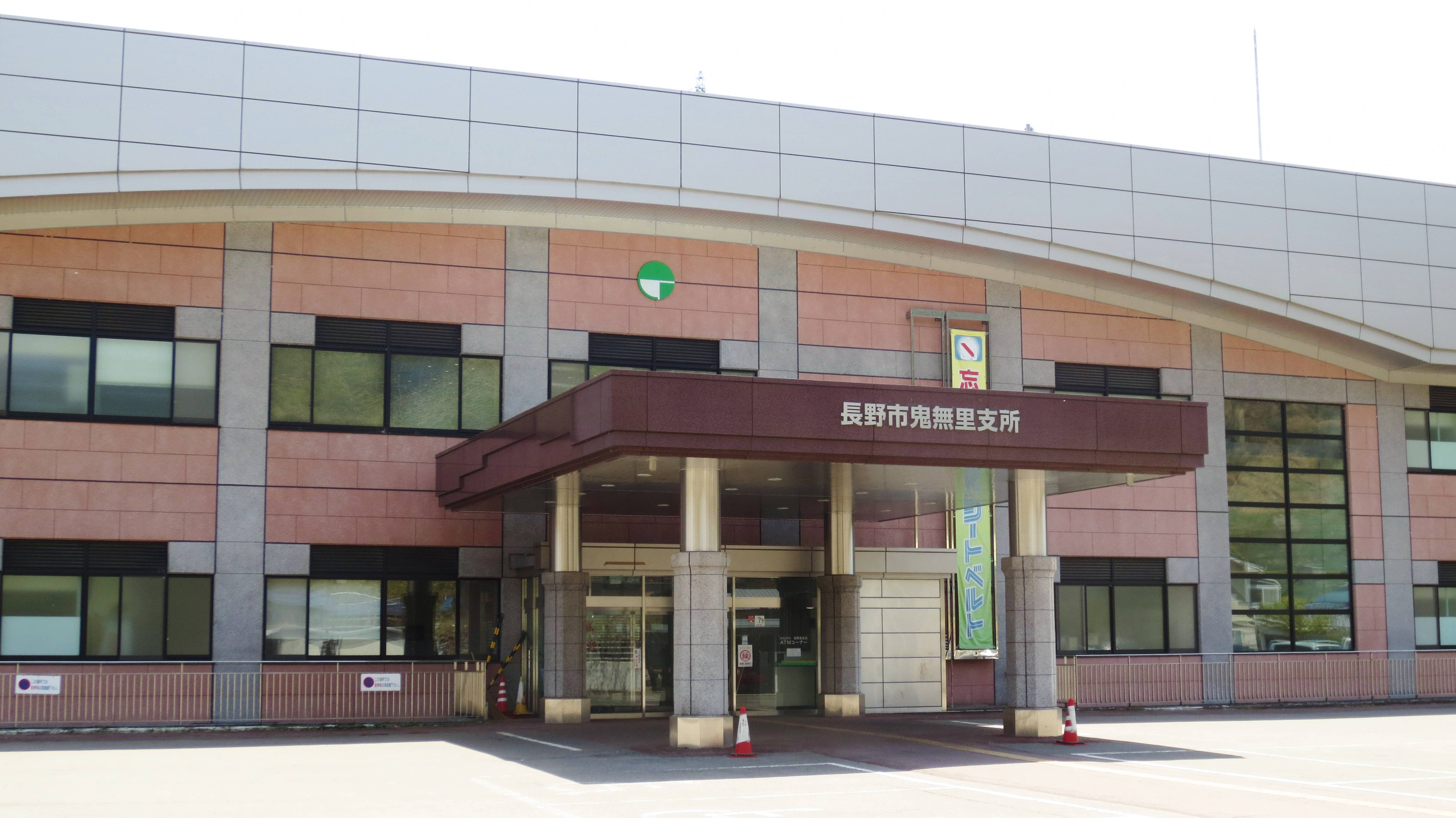
鬼無里支所
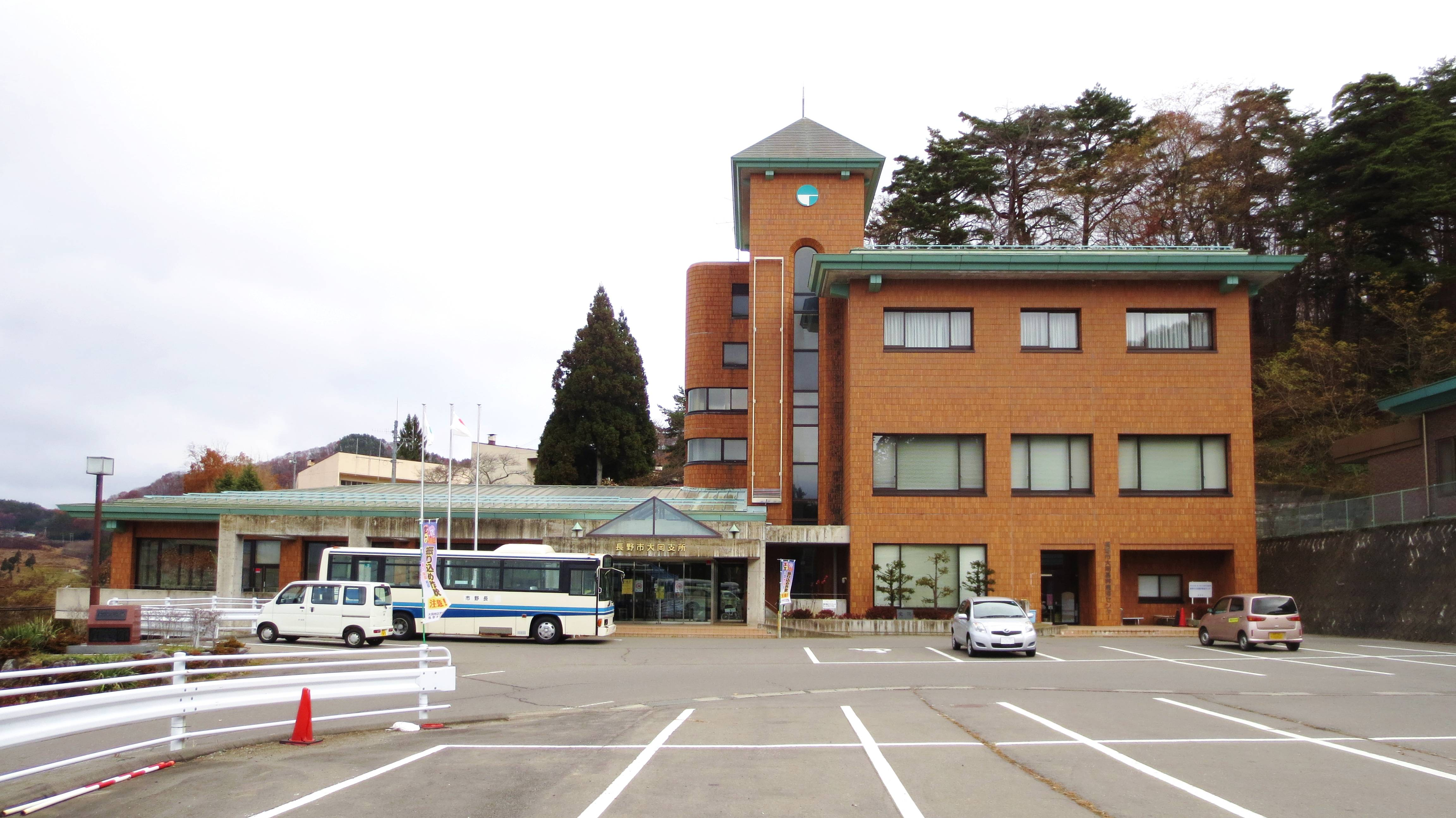
大岡支所
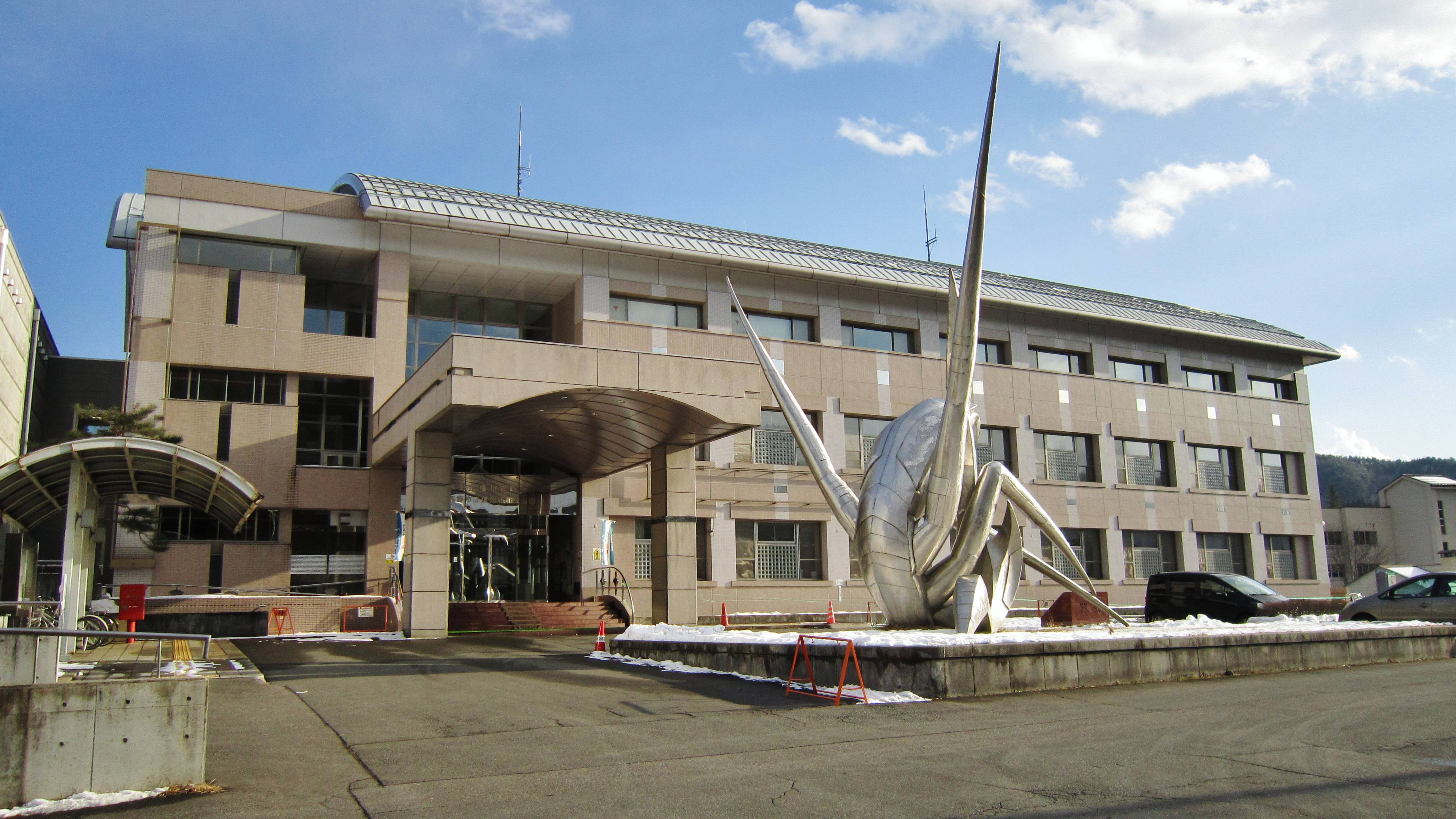
信州新町支所
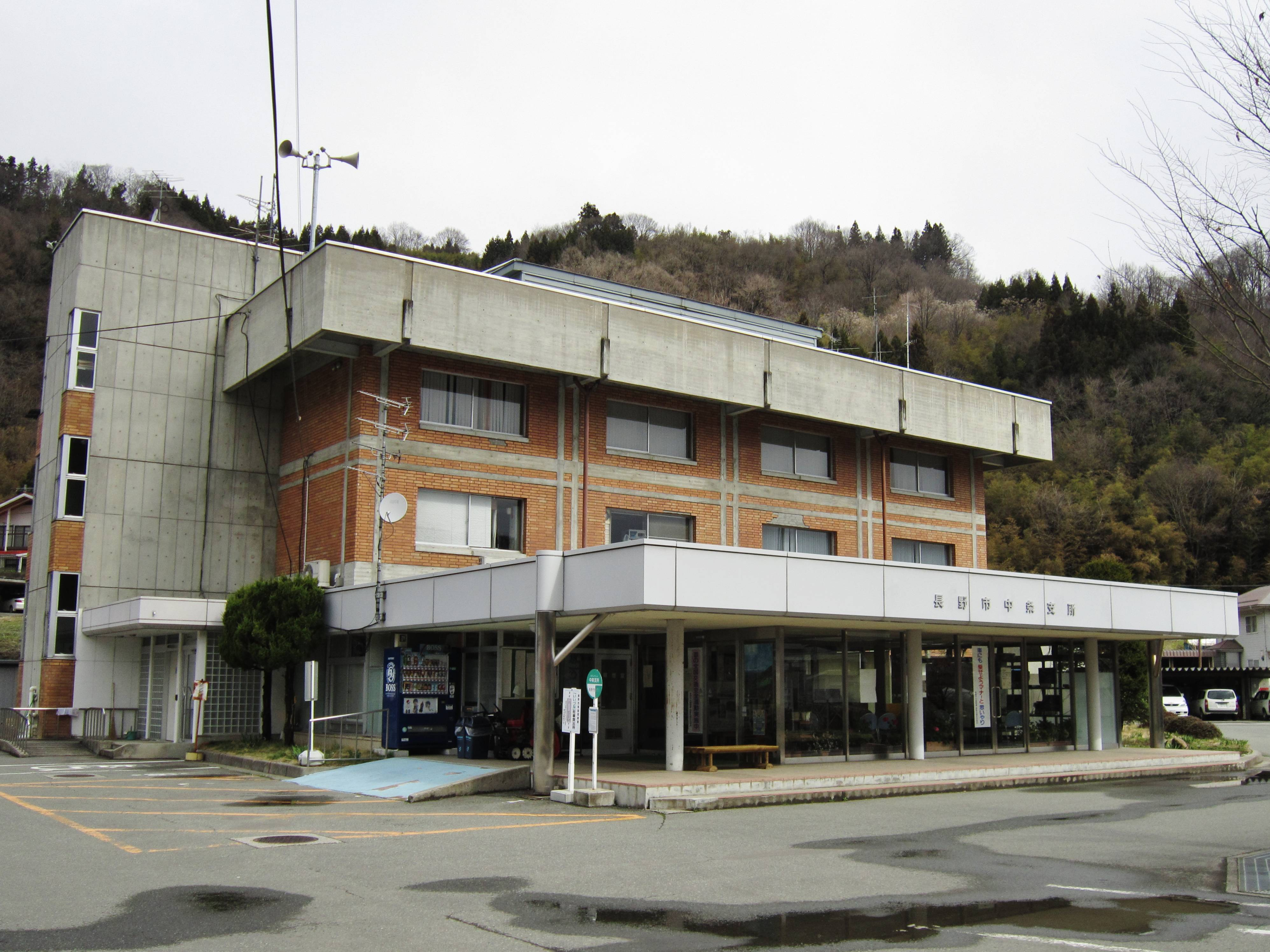
中条支所

### 本庁直轄地区
長野地域のうち発足時の長野市にあたる下記の地区は、市役所本庁が直轄している。
- 第一地区 - 大字長野（桜枝町・狐池・花咲町・往生地・横沢町・西町・上西之門町・西之門町・栄町・立町・若松町・旭町・長門町）、大字西長野、大字茂菅、新諏訪
- 第二地区 - 大字長野（伊勢町・横町・東之門町・岩石町・新町・東町・元善町・箱清水・滝・大門町）、大字三輪（三輪田町・淀ケ橋）、上松、箱清水
- 第三地区 - 大字長野（東後町）、大字鶴賀（権堂町・田町・東鶴賀町・西鶴賀町・緑町・居町・上千歳町・南千歳町・問御所町・柳町・早苗町）、大字三輪（柳町）、南千歳、早苗町
- 第四地区 - 大字南長野（諏訪町・西後町・県町・妻科・南県町・新田町）
- 第五地区 - 大字南長野（北石堂町・南石堂町・末広町）、大字中御所、中御所、中御所町

## 東京事務所
東京事務所を設置しており長野市企画政策部秘書課が所管している（2025年4月1日現在）。東京事務所は1974年（昭和49年）に北野アームスに開設後、2015年（平成27年）にアイオス永田町に移転し、さらに2021年（令和3年）4月1日に東京の長野県事務所の中に長野市の「東京事務所」を移転した。